# Pilot Knob
Pilot Knob és una població dels Estats Units a l'estat de Missouri. Segons el cens del 2000 tenia 697 habitants.

## Demografia
Segons el cens del 2000, Pilot Knob tenia 697 habitants, 283 habitatges, i 189 famílies. La densitat de població era de 309,3 habitants per km².
Dels 283 habitatges en un 31,4% hi vivien nens de menys de 18 anys, en un 48,1% hi vivien parelles casades, en un 12% dones solteres, i en un 32,9% no eren unitats familiars. En el 28,6% dels habitatges hi vivien persones soles el 8,8% de les quals corresponia a persones de 65 anys o més que vivien soles. El nombre mitjà de persones vivint en cada habitatge era de 2,4 i el nombre mitjà de persones que vivien en cada família era de 2,92.
Per edats la població es repartia de la següent manera: un 27,3% tenia menys de 18 anys, un 9,8% entre 18 i 24, un 26,1% entre 25 i 44, un 22,4% de 45 a 60 i un 14,5% 65 anys o més.
L'edat mediana era de 36 anys. Per cada 100 dones de 18 o més anys hi havia 87,1 homes.
La renda mediana per habitatge era de 19.702 $ i la renda mediana per família de 22.794 $. Els homes tenien una renda mediana de 22.344 $ mentre que les dones 16.691 $. La renda per capita de la població era de 12.487 $. Entorn del 20,1% de les famílies i el 27% de la població estaven per davall del llindar de pobresa.

## Poblacions més properes
El següent diagrama mostra les poblacions més properes.